# Hochfilzen
 (août 2022).
Si vous disposez d'ouvrages ou d'articles de référence ou si vous connaissez des sites web de qualité traitant du thème abordé ici, merci de compléter l'article en donnant les références utiles à sa vérifiabilité et en les liant à la section « Notes et références ».
Hochfilzen est un petit village du Tyrol, en Autriche. Il est situé dans la vallée du Pillersee. La municipalité est une des 5 communes de l'association Pillerseetalgemeinden. La population était de 1147 habitants au 1er janvier 2016.

## Tourisme
C'est une station de sports d'hiver, pour le ski de fond en particulier. En été, le tourisme est axé sur la randonnée et le cyclotourisme.
Hochfilzen se trouve sur la ligne de chemin de fer qui relie Wörgl à Zell am See connue sous le nom de Salzburg-Tiroler-Bahn et qui dessert l'usine d'extraction de magnésite qui y a été fondée en 1957.

## Biathlon
Depuis 1987, le village accueille régulièrement une étape de la coupe du monde de biathlon. L'évènement se déroule habituellement en décembre.
Hochfilzen a aussi accueilli les championnats du monde de biathlon à plusieurs reprises : en 1978, 1998, 2005 et 2017.

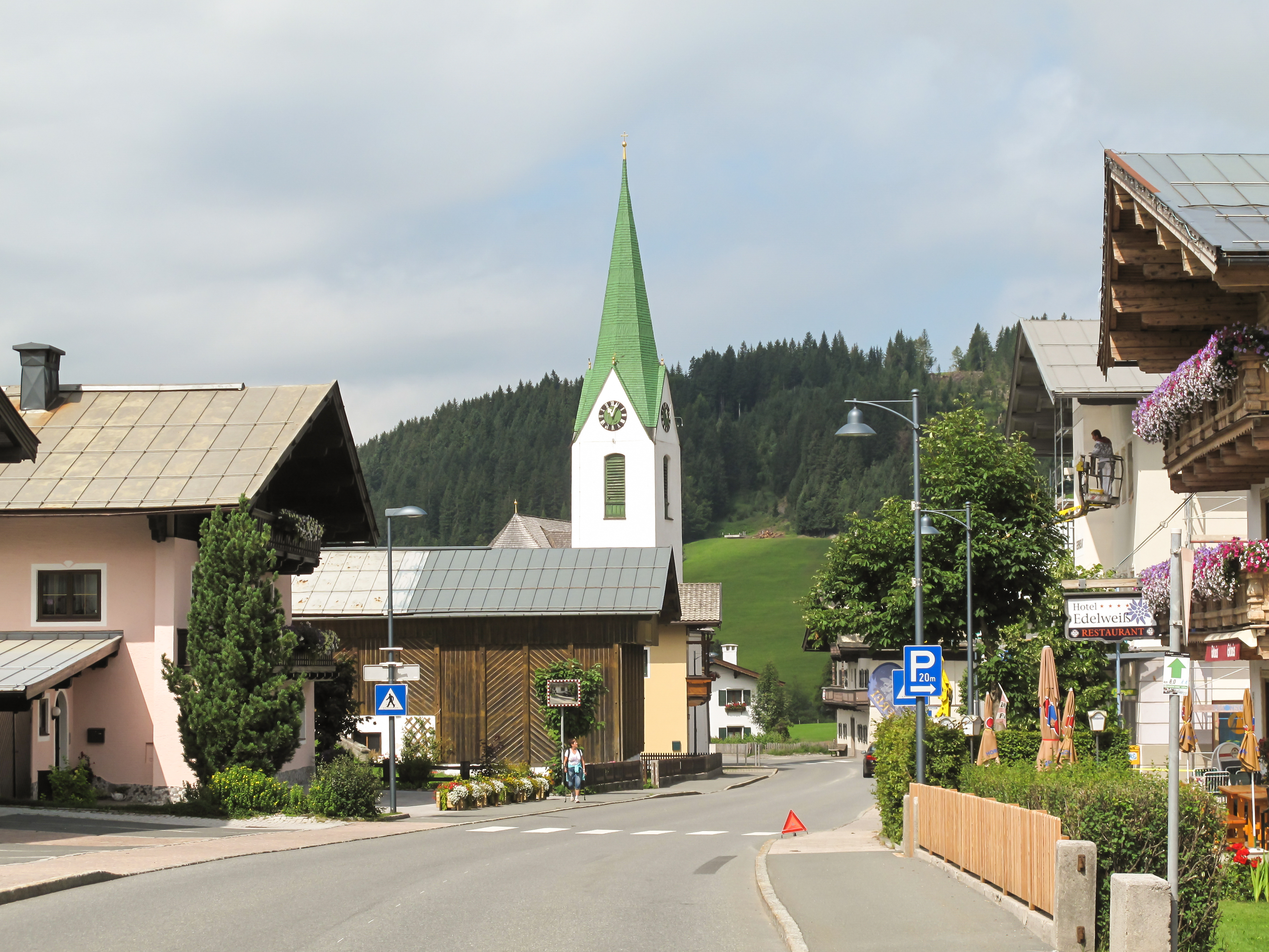
Église Maria Schnee dans le centre du village.
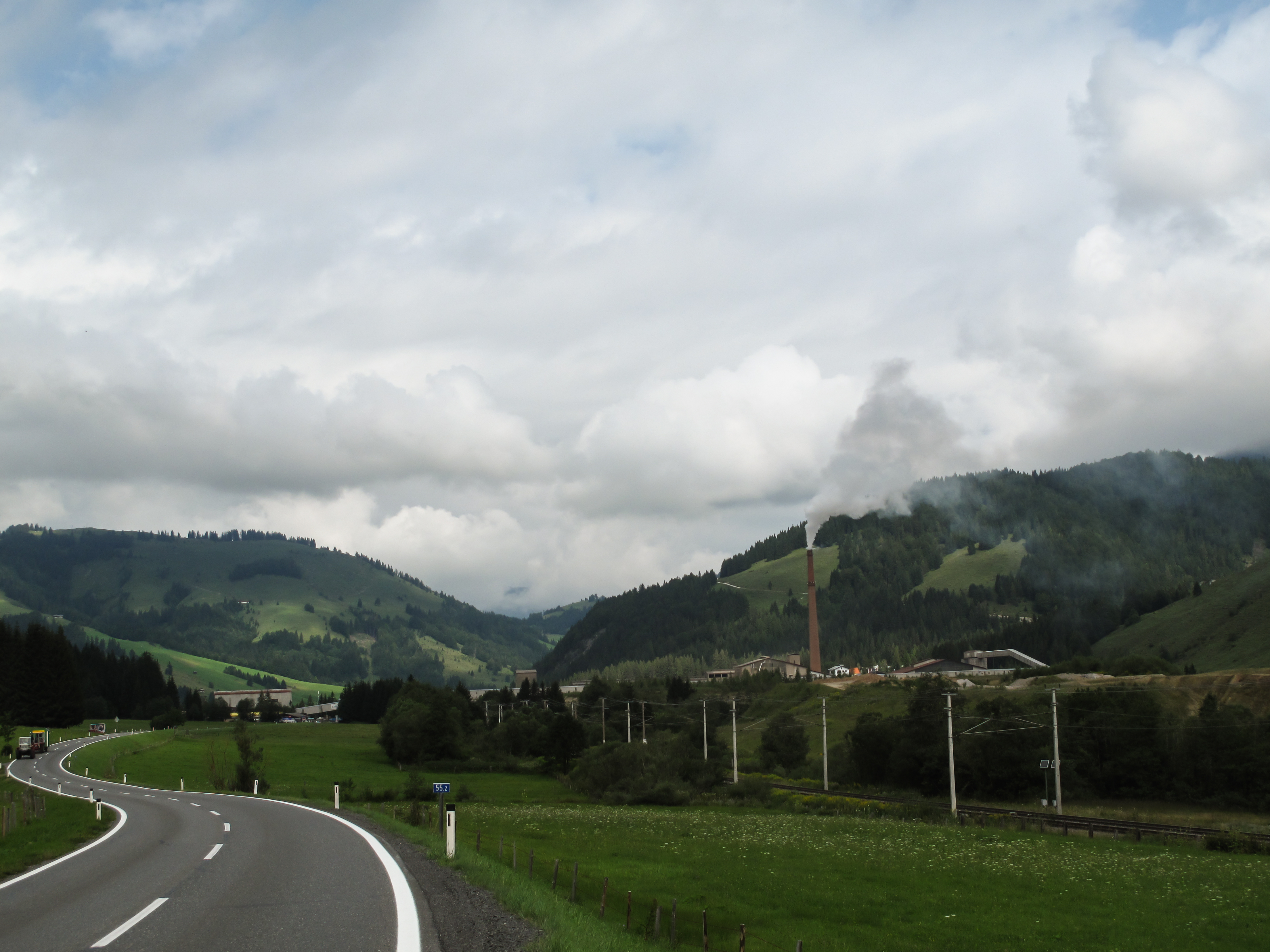
Vue depuis la route de Leogang avec la cheminée de l'usine d'extraction de magnésite et la ligne de chemin de fer.